# مات دوهيرتي
مات دوهيرتي (بالإنجليزية: Matt Doherty)‏ (16 يناير 1992 بدبلن في جمهورية أيرلندا - ) هو لاعب كرة قدم أيرلندي في مركز الدفاع. شارك مع منتخب جمهورية أيرلندا تحت 20 سنة لكرة القدم ومنتخب جمهورية أيرلندا تحت 21 سنة لكرة القدم. أما مع النوادي، فقد لعب مع نادي بوري ونادي هيبرنيان ووولفرهامبتون واندررز.

## وصلات خارجية
- مات دوهيرتي على موقع الاتحاد الدولي (مؤرشف)  (الإنجليزية)
- مات دوهيرتي على موقع الاتحاد الأوربي (الإنجليزية)
- مات دوهيرتي على موقع قاعدة بيانات كرة القدم.إي يو (الإنجليزية)
- مات دوهيرتي على موقع ناشيونال فوتبول تيمز (الإنجليزية)
- مات دوهيرتي على موقع Soccerbase.com (لاعب) (الإنجليزية)
- مات دوهيرتي على موقع Soccerway.com (الإنجليزية)
- مات دوهيرتي على موقع عالم كرة القدم.نت (الإنجليزية)